# San Juan Chilateca
San Juan Chilateca là một đô thị thuộc bang Oaxaca, México. Năm 2005, dân số của đô thị này là 1323 người.